# J-POP (電気グルーヴのアルバム)
『J-POP』（ジェー・ポップ）は、日本のテクノユニットである電気グルーヴの9作目のアルバム。
2008年4月2日にキューンレコードよりリリースされた。

## 概要
前作『VOXXX』から数えて8年2ヶ月ぶりのオリジナルアルバムであり、21世紀に入ってからは初のアルバムである。活動休止や各々のソロ活動、電気グルーヴ×スチャダラパーでの活動などを挟んでのアルバムリリースとなる。

初回限定版には先行リリースされたシングル、「少年ヤング」と「モノノケダンス」のPVを収録した特典DVDが付属する。
2008年2月から、オフィシャルサイト内に「ワークショップ」というページが開設され、アルバム収録予定曲のデモ音源をリリース前に公開、随時更新し、曲が出来上がる過程を時間軸を追って疑似体験できる試みがなされていた。しかし、最終更新時にアップされた石野からのメッセージで企画自体やらせであったことが発覚した。

## 収録曲

### DISC1 / CD
| 全作詞: 石野卓球、ピエール瀧、全作曲: 石野卓球。 |                                                |                      |            |      |
| #                                                | タイトル                                       | 作詞                 | 作曲・編曲 | 時間 |
| 1.                                               | 「完璧に無くして」(Kanpeki Ni Nakushite)       | 石野卓球、ピエール瀧 | 石野卓球   | 4:03 |
| 2.                                               | 「エキスポ ヒロシマ」(EXPO Hiroshima)          | 石野卓球、ピエール瀧 | 石野卓球   | 4:08 |
| 3.                                               | 「ズーディザイア」(Zoo Desire)                 | 石野卓球、ピエール瀧 | 石野卓球   | 4:25 |
| 4.                                               | 「いちご娘」(Ichigo-Musume)                    | 石野卓球、ピエール瀧 | 石野卓球   | 3:51 |
| 5.                                               | 「半分人間だもの」(Hanbun Ningenn Damono)      | 石野卓球、ピエール瀧 | 石野卓球   | 3:39 |
| 6.                                               | 「モノノケダンス (Album Mix)」(Mononoke Dance) | 石野卓球、ピエール瀧 | 石野卓球   | 4:56 |
| 7.                                               | 「アルペジ夫とオシ礼太」(Osclator To Arpeggio) | 石野卓球、ピエール瀧 | 石野卓球   | 4:17 |
| 8.                                               | 「少年ヤング (Album Mix)」(Shonen Young)       | 石野卓球、ピエール瀧 | 石野卓球   | 5:14 |
| 9.                                               | 「スーパースター」(Super Star)                 | 石野卓球、ピエール瀧 | 石野卓球   | 7:24 |
| 10.                                              | 「地蔵」(ZIZO)                                 | 石野卓球、ピエール瀧 | 石野卓球   | 2:54 |
| 11.                                              | 「シュチェチン」(Szczecin)                     | 石野卓球、ピエール瀧 | 石野卓球   | 1:46 |
| 12.                                              | 「リンギンベル」(Ringing Bells)                | 石野卓球、ピエール瀧 | 石野卓球   | 3:46 |
| 合計時間:                                        | 合計時間:                                      | 50:23                |            |      |

### DISC2 / DVD
| #  | タイトル                       | 作詞 | 作曲・編曲 |
| -- | ------------------------------ | ---- | ---------- |
| 1. | 「少年ヤング」(Music Clip)     |      |            |
| 2. | 「モノノケダンス」(Music Clip) |      |            |

### 楽曲解説
1. 完璧に無くして - Kanpeki Ni Nakushite
レコーディングされた楽曲では2005年頃に製作されており、アルバム収録曲で制作時期が古かった。
2. エキスポ ヒロシマ - EXPO Hiroshima
3. ズーディザイア - Zoo Desire
4. いちご娘 - Ichigo-Musume
後に『いちご娘はひとりっ子』という歌詞付きでリアレンジされ、2017年の『TROPICAL LOVE TOUR』で初披露されてアルバム『30』に収録されている。
5. 半分人間だもの - Hanbun Ningenn Damono
6. モノノケダンス（Album Mix） - Mononoke Dance
7. アルペジ夫とオシ礼太 - Osclator To Arpeggio
8. 少年ヤング（Album Mix） - Shonen Young
9. スーパースター - Super Star
10. 地蔵 - ZIZO
11. シュチェチン - Szczecin
12. リンギンベル - Ringing Bells

## 参加ミュージシャン
- 笹沼位吉 (SLY MONGOOSE) - ベース（8,10曲目）
- ヒダカトオル (BEAT CRUSADERS) - ギター（8曲目）
- 篠原ともえ - コーラス（8曲目）
- 七尾旅人 - コーラス（9曲目）
- 大塚豊子（別府溝部学園短期大学ハンドベルリンガーズ） - ハンドベル（12曲目）